# Pardipicus

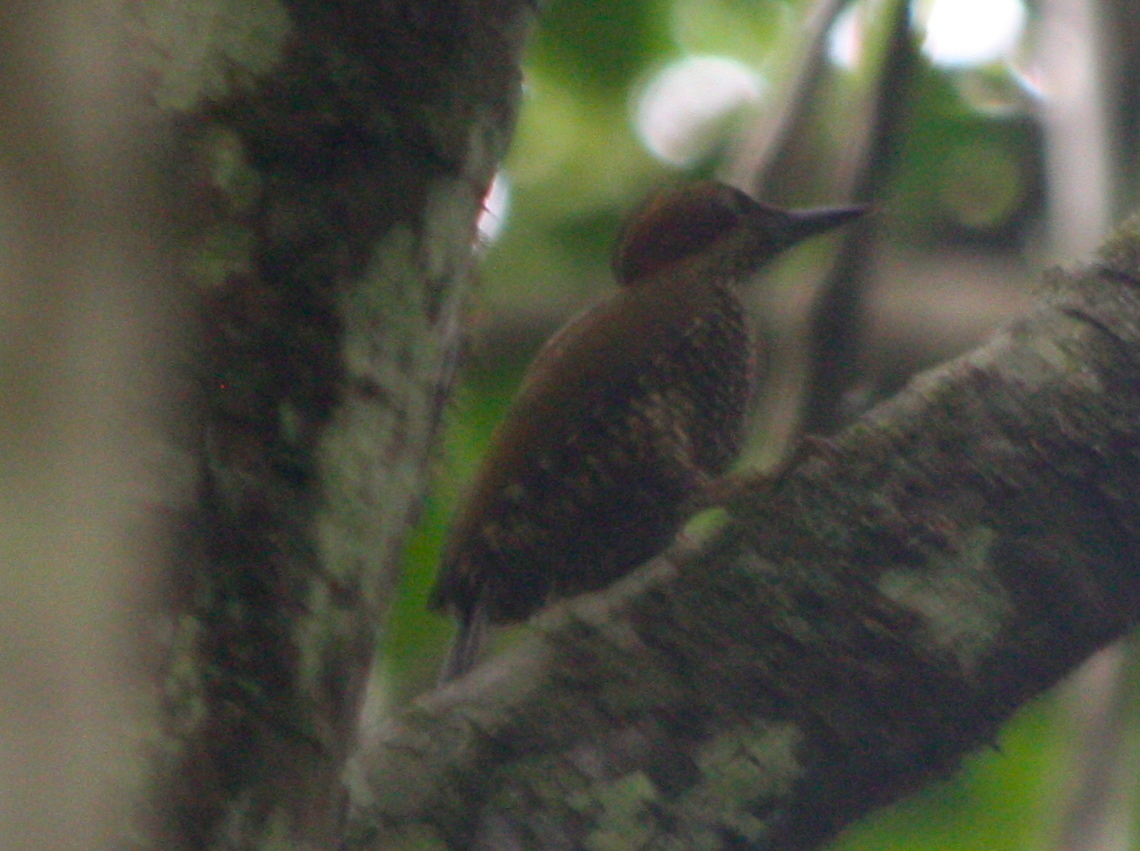
Campethera caroli

Pardipicus é um género de aves da família dos pica-paus. 

## Lista de espécies
O género Pardipicus é composto por duas espécies:
- Pica-pau-malhado-africano, Pardipicus nivosus
- Pica-pau-de-orelhas-canela, Pardipicus caroli